# Justin Lin
Justin Lin (* 11. října 1971 Tchaj-pej), rodným jménem Lin I-pin (čínsky pchin-jinem Lín Yìbīn, znaky 林诣彬), je tchajwansko-americký režisér, producent a scenárista.
Narodil se na Tchaj-wanu, od útlého dětství žije v Kalifornii. Vystudoval filmovou režii a produkci na Kalifornské univerzitě v Los Angeles. Ještě během studia debutoval celovečerním snímkem Shopping for Fangs (1997), který režíroval společně se svým spolužákem Quentinem Leem. Mezi lety 2006 a 2021 natočil pět filmů ze série Rychle a zběsile.
Věnuje se i práci pro televizi. Natočil tři díly sitcomu Zpátky do školy (2009–2010), dvě epizody seriálu Temný případ (2015) a pilotní díly seriálů Tým Škorpion (2014), S.W.A.T. (2017), Magnum P.I. (2018) a The Endgame (2022).

## Režijní filmografie
- 1997 – Shopping for Fangs (společně s Quentinem Leem)
- 2002 – Better Luck Tomorrow
- 2006 – Annapolis
- 2006 – Rychle a zběsile: Tokijská jízda
- 2007 – Finishing the Game
- 2009 – Rychlí a zběsilí
- 2011 – Rychle a zběsile 5
- 2013 – Rychle a zběsile 6
- 2016 – Star Trek: Do neznáma
- 2021 – Rychle a zběsile 9